# Follow in the Cry
Follow in the Cry/Silence From Afar to pierwszy singel zespołu After Forever z ich debiutanckiego albumu Prison of Desire. Na końcu utworu "Mea Culpa" w wersji a cappella znajduje się również wstęp do utworu "Yield to Temptation".

## Lista utworów
1. "Follow in the Cry" - 4:05
2. "Silence from Afar (radio edit)" - 4:37
3. "Wings of Illusion" - 7:27
4. "Mea Culpa (a capella version)" - 2:15

## Twórcy
- Floor Jansen - wokal
- Mark Jansen - gitara, growl
- Sander Gommans - gitara
- Luuk van Gerven - gitara basowa
- Lando van Gils - keyboard
- Andre Borgman - perkusja